# 水鳥舞夏
水鳥 舞夏（みずとり まいか、1985年7月27日 - ）は、静岡県出身の日本の元体操選手。常葉学園中学校・高等学校卒業。所属クラブは常葉学園中高等学校体操クラブ。日本体育大学体育学部卒業。得意種目はゆか。
アナハイム世界体操選手大会日本代表　東アジア大会団体銀・跳馬銅メダリスト。
コーチは父親である水鳥政弘。アテネオリンピック男子団体金メダルの水鳥寿思、2002年環太平洋選手権大会代表の一輝、豪敏はいとこ。現在は現役を引退し、後進の指導にあたっている。